# 格奥尔格 (梅克伦堡)
格奥尔格·亚历山大·米夏埃尔·弗里德里希·威廉·阿尔贝特·泰奥多尔·弗朗茨（Georg Alexander Michael Friedrich Wilhelm Albert Theodor Franz，1899年10月5日—1963年7月6日），卡尔罗伯爵（Graf von Carlow），1929年被俄罗斯皇位继承人基里尔·弗拉基米洛维奇封为梅克伦堡公爵（Herzog zu Mecklenburg），成为梅克伦堡-施特雷利茨系大公继承人，1934年叔叔卡尔·米夏埃尔去世后成为梅克伦堡-施特雷利茨系首领。

## 生平
格奥尔格是梅克伦堡-施特雷利茨的格奧爾格·亞歷山大与卡尔罗女伯爵纳塔利娅·翁利亚尔斯卡娅（1858年－1921年）的长子，是梅克伦堡-施特雷利茨大公格奥尔格的次子格奥尔格·奧古斯特的长孙。格奥尔格的祖母葉卡捷琳娜·米哈伊洛芙娜是沙皇保罗一世的孙女，所以一家人都住在俄罗斯。格奥尔格于1899年10月5日生于俄罗斯帝国奥兰治鲍姆（今罗蒙诺索夫）。他的教父教母分别是梅克伦堡-施特雷利茨大公弗里德里希·威廉与大公夫人奥古斯塔。由于老格奥尔格与纳塔利娅的婚姻是贵庶通婚，小格奥尔格没有对梅克伦堡的继承权，一直生活在俄罗斯。
格奥尔格10岁时他的父亲便去世了。他的叔父卡尔·米夏埃尔被俄罗斯沙皇尼古拉二世和梅克伦堡-施特雷利茨大公阿道夫·弗里德里希五世指定为他的监护人。由于卡尔·米夏埃尔没有子嗣，1928年他收养格奥尔格作为养子。
1918年，梅克伦堡-施特雷利茨大公阿道夫·弗里德里希六世自杀身亡。此时的梅克伦堡-施特雷利茨仅剩下卡尔·米夏埃尔一名嫡系成员，且他已于1914年6月24日放弃继承权。梅克伦堡-施特雷利茨面临后继无人的状况。
1929年，格奥尔格被俄罗斯皇位继承人基里尔·符拉基米洛维奇大公封为梅克伦堡公爵，拥有与家族嫡系成员相同的继承权，成为梅克伦堡-施特雷利茨系大公继承人。卡尔·米夏埃尔1934年去世后，他成为梅克伦堡家族施特雷利茨系族长。1949年，前梅克伦堡-什未林大公世子弗里德里希·弗朗茨确认了其梅克伦堡公爵的称号，承认其为梅克伦堡家族成员。
俄国革命之后，格奥尔格一家回到梅克伦堡。纳粹当政时期，他在弗莱堡大学攻读政治学博士。1944年因政治原因被纳粹政府关押在萨克森豪森集中营。
1962年7月6日，格奥尔格在西格马林根去世，终年62岁。子格奥尔格·亚历山大成为他的继承人。

## 婚姻与子女
格奥尔格于1920年在日内瓦与伊琳娜·米哈伊洛芙娜·莱耶夫斯卡娅（1892年－1955年）结婚，有二子一女：
- 长子格奥尔格·亚历山大（Georg Alexander，1921年8月27日－1996年1月26日），格奥尔格的继承人。
- 长女海伦（Helene，1924年11月15日－1962年7月7日），1955年与瑞士人哈桑·赛义德·卡米尔结婚，有一女。
- 次子卡尔·格雷格（Karl Gregor，1933年3月14日生），音乐理论家，1966年与霍亨索伦-埃姆登亲王弗朗茨·约瑟夫的女兒瑪麗亞·玛格丽特（Maria Margarethe，1928年－2006年）结婚，无嗣。

伊琳娜去世后，格奥尔格于1956年在泊金（Pöcking）与奥地利皇帝卡爾一世的次女夏洛特结婚，没有子嗣。